# Börje församling
Börje församling var en församling i Uppsala stift och i Uppsala kommun i Uppsala län. Församlingen uppgick 2010 i Bälingebygdens församling.

## Administrativ historik
Församlingen har medeltida ursprung. 
Församlingen var till 1 maj 1923 ett eget pastorat för att därefter till 1962 vara annexförsamling i ett pastorat med Helga Trefaldighets församling. Från 1962 till 2010 var den annexförsamling i pastoratet Bälinge, Åkerby, Jumkil och Börje. Församlingen uppgick 2010 i Bälingebygdens församling.

## Kyrkoherdar
| Ämbetstid | Namn                     | Levnadstid | Övrigt                                        |
| --------- | ------------------------ | ---------- | --------------------------------------------- |
| 1586-1593 | Martinus                 |            |                                               |
| 1620      | Petrus                   |            |                                               |
| 1625-1638 | Jonas Magni Wexionensis  |            | Senare kyrkoherde i Vaksala församling.       |
| 1640-1641 | Johan Stalenus           |            | Senare kyrkoherde i Vaksala församling.       |
| 1641-1647 | Eric Gabriel Emporagrius |            | Senare kyrkoherde i Lovö församling.          |
| 1647      | Ericus Brunnius          | 1597-1664  | Senare superintendent i Göteborg.             |
| 1648-1655 | Carl Lithman             |            | Senare domprost i Uppsala.                    |
| 1656-1659 | Eric Odhelius            |            | Senare kyrkoherde i Danmarks församling.      |
| 1659-1666 | Jordan Edenius           | 1624-1666  | Senare domprost i Uppsala.                    |
| 1668-1670 | Martin Brunnerus         |            | Senare kyrkoherde i Danmarks församling.      |
| 1670-1675 | Eric Benzelius           |            | Senare ärkebiskop i Uppsala stift.            |
| 1675-1681 | Samuel Skunck            |            | Senare kyrkoherde i Danmarks församling.      |
| 1681-1685 | Petrus Holm              |            | Senare kyrkoherde i Danmarks församling.      |
| 1686-1688 | Julius Micrander         |            | Senare kyrkoherde i Vaksala församling.       |
| 1688-1693 | Eric Ljung               |            | Senare kyrkoherde i Gamla Uppsala församling. |
| 1693-1694 | Johan Olderman           |            | Senare kyrkoherde i Danmarks församling.      |
| 1695-1703 | Johan Palmroth           |            | Senare kyrkoherde i Vaksala församling.       |
| 1704-1707 | Pehr Barck               | -1707      |                                               |
| 1708-1729 | Olof Celsius             |            | Senare domprost i Uppsala.                    |
| 1729-1732 | Magnus Beronius          |            | Senare ärkebiskop i Uppsala stift.            |
| 1732-1733 | Marcus Simming           |            | Senare kyrkoherde i Torstuna församling.      |
| 1733-1741 | Gustaf Åhman             | -1741      | Senare kyrkoherde i Danmarks församling.      |

## Kyrkor
- Börje kyrka